# Banca di Credito Cooperativo Valdostana
La Banca di Credito Cooperativo Valdostana (in francese,  Coopérative de crédit valdôtaine) è tra i maggiori istituti di credito della regione autonoma Valle d'Aosta. Il suo obiettivo è il sostegno dell'attività economica locale, in collaborazione con gli organi finanziari regionali, al fine di promuovere il loro sviluppo. Nel 2017 i soci erano 9.944.

## Storia
- 1972: fondazione della  Cassa Rurale e Artigianale da parte dell'Associazione dei viticoltori di Gressan;
- 12 novembre 1978: fondazione ufficiale della  Cassa Rurale e Artigianale di Gressan;
- 5 gennaio 1981: ottenimento dell'autorizzazione della Banca d'Italia, in seguito alla legge regionale nº 21 del 13 maggio 1980;
- 1987: creazione della Cassa Rurale e Artigianale di Fénis, Nus et Saint-Marcel;
- 1991: creazione di altre tre casse rurali e artigianali, a Saint-Christophe, La Salle (Cassa del Monte Bianco), e a Saint-Pierre (Cassa del Gran Paradiso);
- 1993: una nuova legge italiana affida alle casse rurali, che acquisiscono la denominazione di Banca di Credito Cooperativo (in Valle d'Aosta anche,  Coopérative de Crédit), lo status di banca;
- 1996: la Banca di Credito Cooperativo di Saint-Christophe aderisce a quella di Gressan, formando la Banca di Credito Cooperativo di Gressan e di Saint-Christophe (in francese,  Coopérative de Crédit de Gressan et de Saint-Christophe); le BCC di La Salle et di Saint-Pierre si fondono e viene creata la Banca di Credito Cooperativo Grand-Paradis - Mont-Blanc;
- 1997: inaugurazione della nuova sede della Banca di Credito Cooperativo di Gressan e di Saint-Christophe (in francese, Coopérative de Crédit de Gressan et de Saint-Christophe) a Gressan;
- 2000: fusione tra la Banca di Credito Cooperativo di Gressan e di Saint-Christophe e la Banca di Credito Cooperativo Grand-Paradis - Mont-Blanc, che dà luogo alla Banca di Credito Cooperativo Valdostana -  Coopérative de crédit valdôtaine;
- 2001: inaugurazione della aula conferenze della  BCC Valdostana a Gressan;
- dicembre 2003: la BCC Valdostana acquisisce la Banca della Valle d'Aosta -  Banque de la Vallée d'Aoste e include nel suo territorio la bassa Valle d'Aosta con l'apertura delle filiali di Verrès e di Pont-Saint-Martin;
- 1º dicembre 2009: fusione tra la BCC Valdostana e la Banca di Credito Cooperativo - Coopérative de Crédit di Fénis, Nus e Saint-Marcel, al fine di creare un istituto bancario e di credito unico per tutta la regione, che possa lavorare in stretta collaborazione con gli organi finanziari regionali per assicurare lo sviluppo delle attività imprenditoriali a livello locale.

## Galleria d'immagini

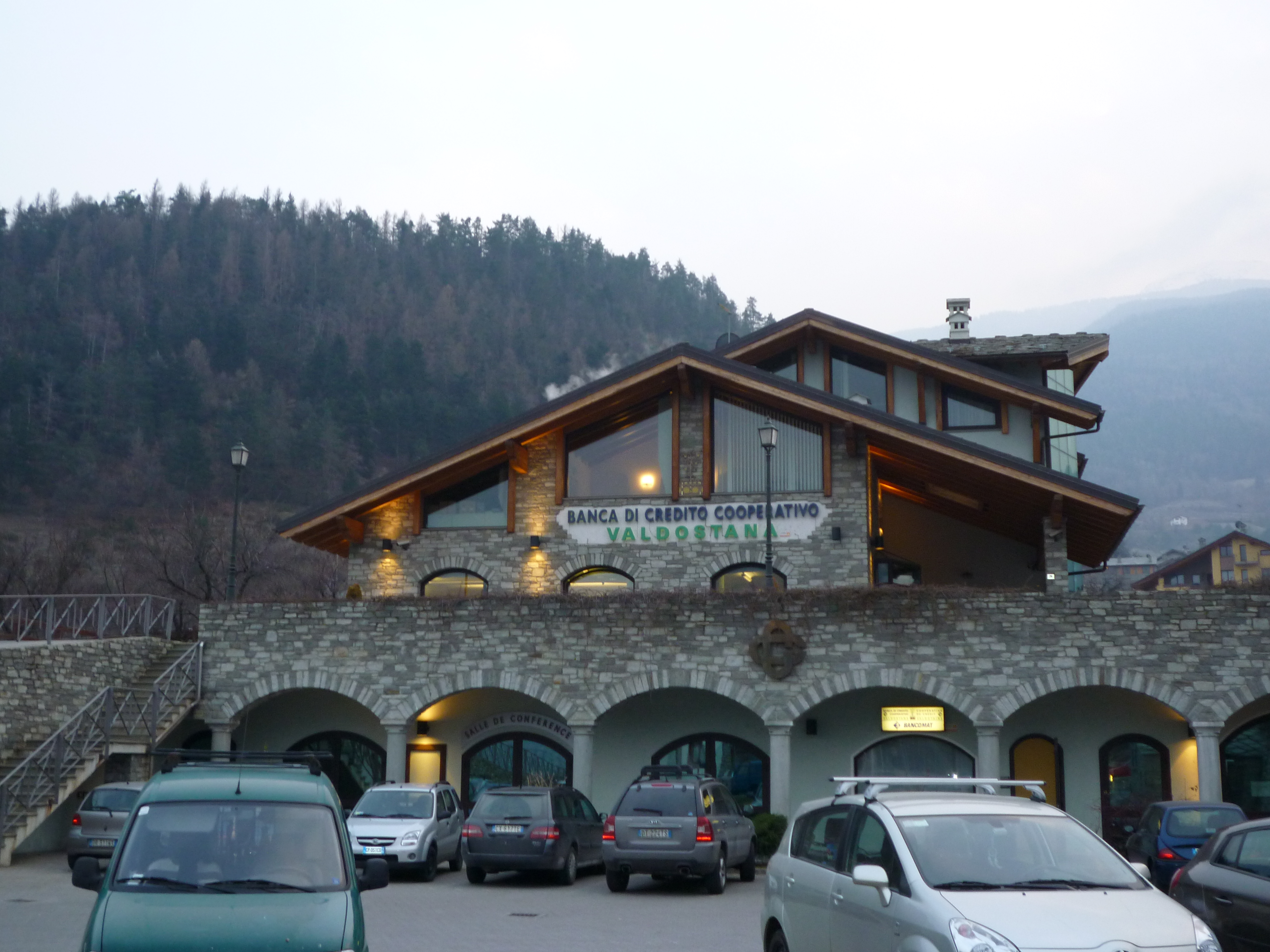
La sede di Gressan, a Taxel, con la sala conferenze.
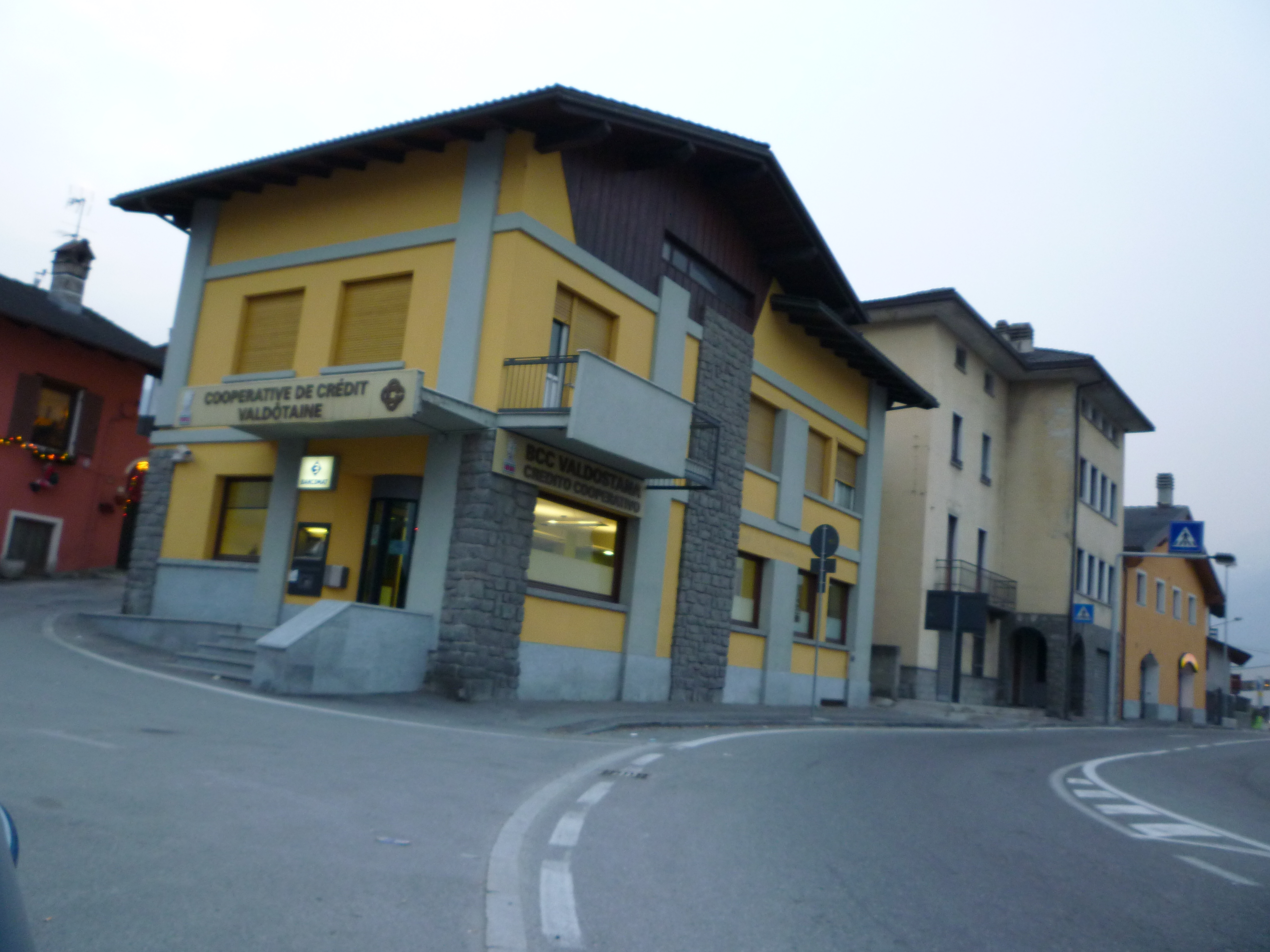
La filiale del Pont-Suaz (Charvensod).
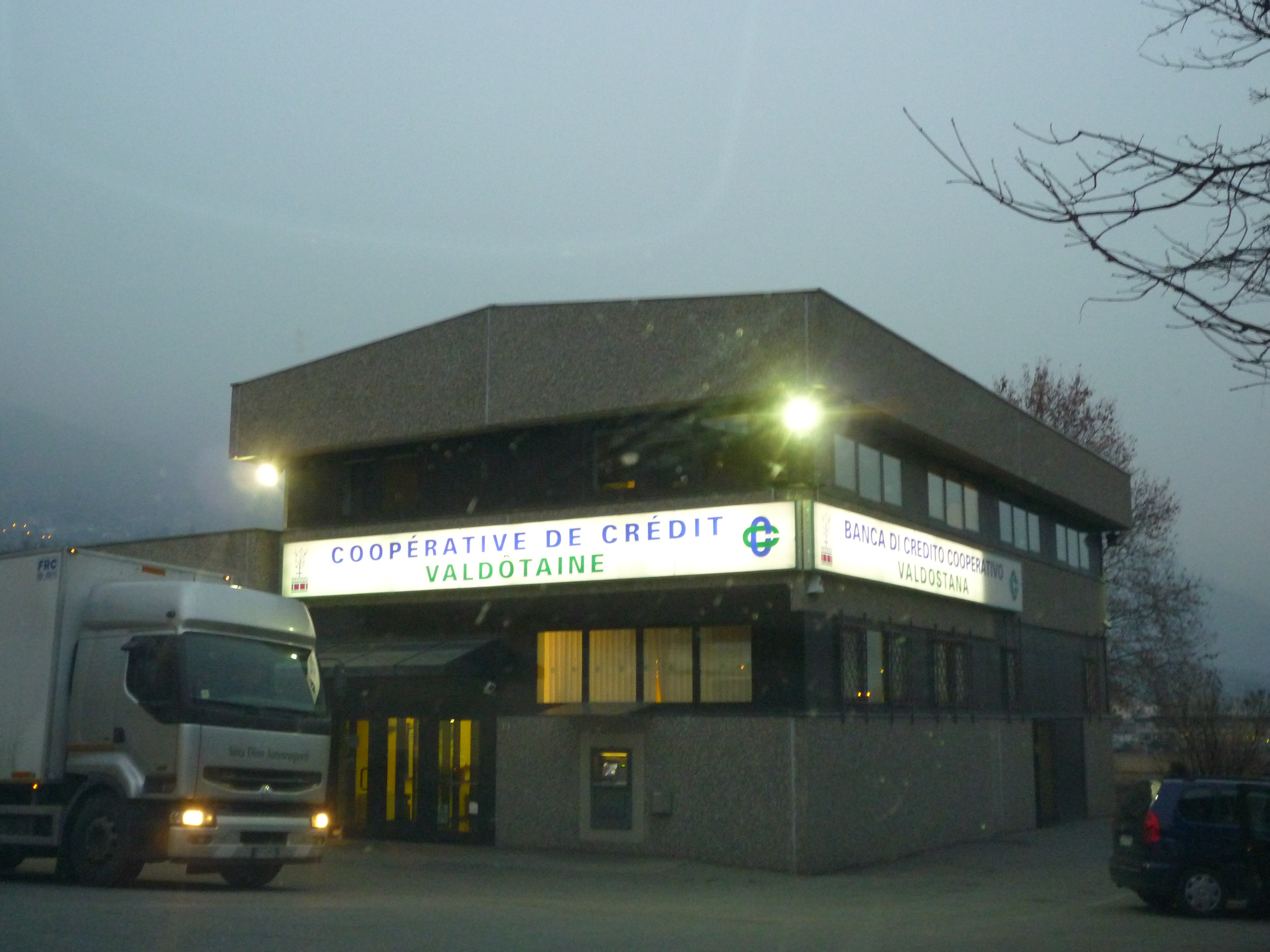
La filiale della Croix-Noire (Saint-Christophe)
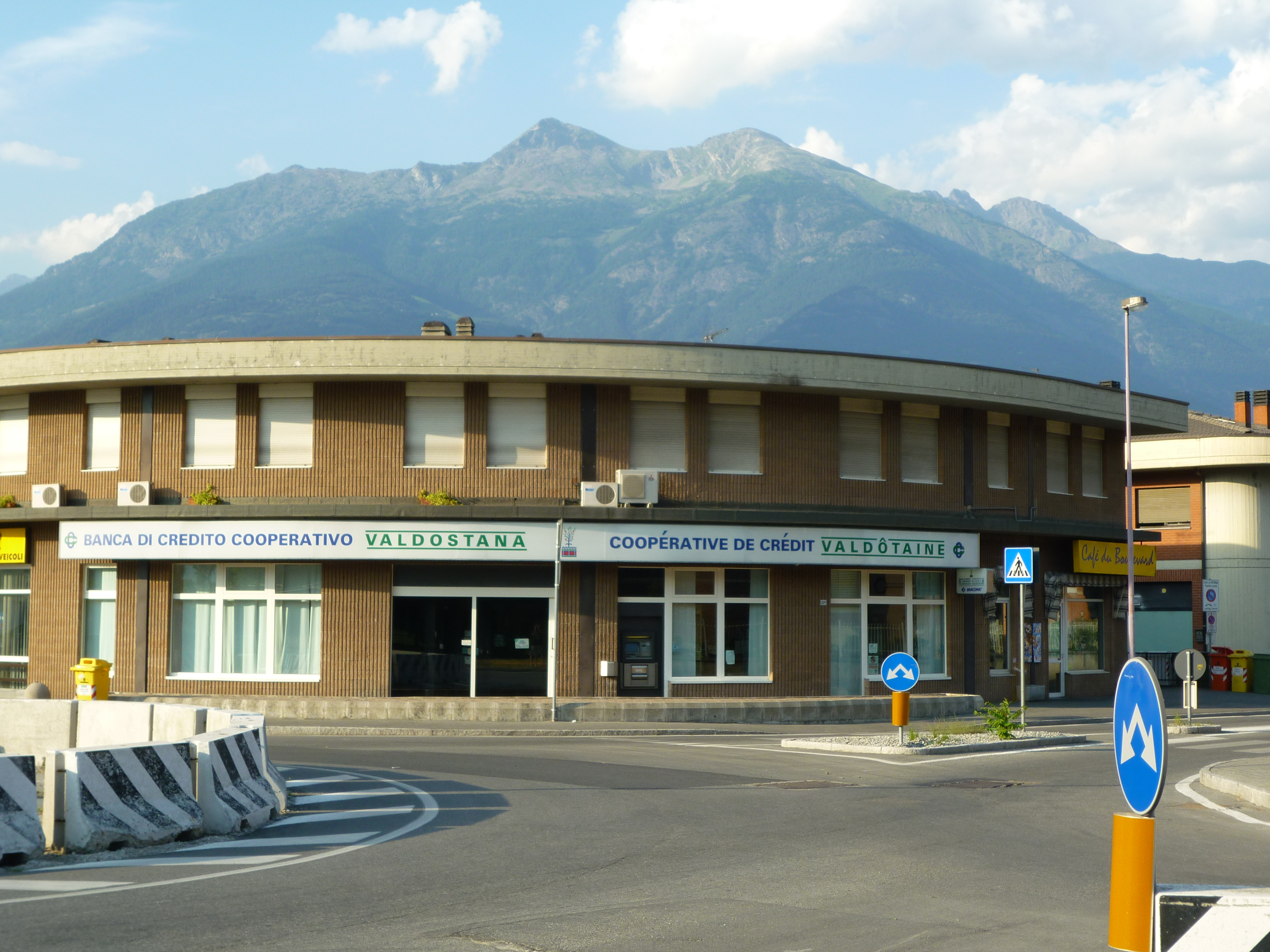
La filiale di corso Lancieri di Aosta (Aosta)